# Lalo Bouhier
Lalo Bouhier (Buenos Aires, Argentina; ¿? - Id; 20 de febrero de 1965) fue un actor argentino de cine y teatro.

## Carrera
Lalo Bouhier inició su carrera cinematográfica siendo muy joven en 1919 con Juan sin ropa con Héctor Quiroga, Julio Scarcella y Camila Quiroga. Luego vinieron  El canillita y la dama de 1938, con dirección de Luis César Amadori, y encabezado por Luis Sandrini y Rosita Moreno, Mandinga en la sierra (1939) con Nicolás Fregues y Luisa Vehil y Centauros del pasado (1944) junto a Santiago Gómez Cou y Anita Jordán. Se despide definitivamente de la pantalla grande con Las tres ratas en 1946 con Mecha Ortiz, Amelia Bence, María Duval y Miguel Faust Rocha, entre otros. 
Galán de cine  durante las décadas del '30 y el '40, también trabajó en teatro donde hizo decenas de obras dramáticas. Trabajó como primer galán para la Compañía de Camila Quiroga una suma de 1000 pesos mensuales (más que el presidente de la Nación que recibía 600 pesos). En 1935 es solicitado por el actor Francisco Álvarez para integrar "Compañía Argentina de Grandes Artistas Los Ases" que éste formó. Posteriormente, con La obra Los zorritos que presentó junto a una Compañía que formó con Ernesto Vilches, Ana Lasalle, Pablo Acciardi y Daniel de Alvarado, resultó un gran éxito durante 1942.
Fue gran amiga de la actriz Eva Franco a quien conoció en 1945 y trabajó en el Teatro Liceo siendo su galán.

## Fallecimiento
El actor Lalo Bouhier falleció  por causas naturales en Beccar, provincia de Buenos Aires, el sábado 20 de febrero de 1965.

## Filmografía
- 1946: Las tres ratas.
- 1944: Centauros del pasado
- 1944: Embrujo.
- 1939: Margarita, Armando y su padre.
- 1939: Mandinga en la sierra.
- 1938: El canillita y la dama.[3]
- 1919: Juan Sin Ropa.

## Teatro
- 1928: Stéfano de Armando Discépolo.
- 1936: El santo.
- 1940: Un guapo del 900, pieza en tres actos, estrenada en el Teatro Marconi.
- 1940: Las rayas de una cruz.
- 1941: Ensayo Federal.
- 1942: Los zorritos
- 1947: Los Astros, de José León Pagano.
- 1947: La provincianita, de Carlos Schaeffer Gallo.
- 1947: La brecha de Pedro Benjamín Aquino.
- 1947: Los arbitros, de Raúl Casariego.